# Turnul clopotniță al curții domnești din Piatra Neamț
Turnul clopotniță al curții domnești din Piatra Neamț este un monument istoric situat în municipiul Piatra Neamț, județul Neamț. Este situat în Piața Libertății nr. 2. Clădirea a fost construită în anul 1499. Figurează pe noua listă a monumentelor istorice sub codul LMI: NT-II-m-A-10567.03.